# Поджофиорито
Поджофиорѝто (на италиански: Poggiofiorito) е село и община в Южна Италия, провинция Киети, регион Абруцо. Разположен е на 299 m надморска височина. Населението на общината е 903 души (към 2013 г.).